# Grancia di Cuna
La Grancia di Cuna, nel comune di Monteroni d'Arbia, è una delle fattorie fortificate meglio conservate del Senese; fu costruita come centro di raccolta del grano e della produzione agricola necessaria al mantenimento dell'ospedale di Santa Maria della Scala di Siena.

## Storia
Dal XII o XIII secolo lo spedale di Santa Maria della Scala a Siena si interessò del poggio di Cuna, su cui esisteva uno spedale per i pellegrini che percorrevano la via Francigena. Nel 1295 il rettore Ristoro di Giunta Menghi comprò l'intero poggio, che alla sua morte venne lasciato a Santa Maria della Scala che, da quel momento, iniziò la costruzione di una fattoria fortificata che doveva essere il fulcro di tutti i possedimenti dell'ospedale in Val d'Arbia. Si ritiene che i lavori siano iniziati nel 1314, per iniziativa del successore di Ristoro, Giovanni de' Tolomei, il quale fece costruire anche la chiesa dei Santi Jacopo e Cristoforo subito fuori la cinta murata, ad uso sia dei contadini che dei pellegrini, come tradisce la dedica ai pellegrini per eccellenza Giacomo il Maggiore e Cristoforo. Le fortificazioni, nate per proteggere il grano e gli altri prodotti agricoli dalle scorribande dovute all'incertezza politica e militare, furono completate nel corso del XIV secolo.

## Descrizione
Si presenta come un grande blocco quadrato con basamento fortificato a scarpa, con due torri angolari sul lato meridionale. Il nucleo più antico delle fortificazioni è la cosiddetta "casa torre", posta al centro dell'insediamento, alla quale si aggiunsero altre due torri d'angolo, sul lato sud che guarda verso i confini dello Stato, a proteggere i granai e le altre strutture agricole e abitative. La cinta muraria del borgo, che include la grancia vera e propria e le abitazioni, risale per lo più al XVI secolo, a poco prima della guerra di Siena, ed è caratterizzata da una porta turrita d'accesso e da un camminamento di ronda con feritoie e poimbatoi. Le case che si vedono tra la cinta e la grancia sono oggi di fattura più recente. 
Le coperture del granaio e delle torri vennero rifatte nella seconda metà del Cinquecento, murando gli originali camminamenti merlati. Il vasto casamento padronale, tra la casa torre e la prima cinta muraria, venne ricostruito nel XVII secolo. Al Settecento infine risale la rampa tornante che conduce ai granai, percorribile anche da animali da soma.

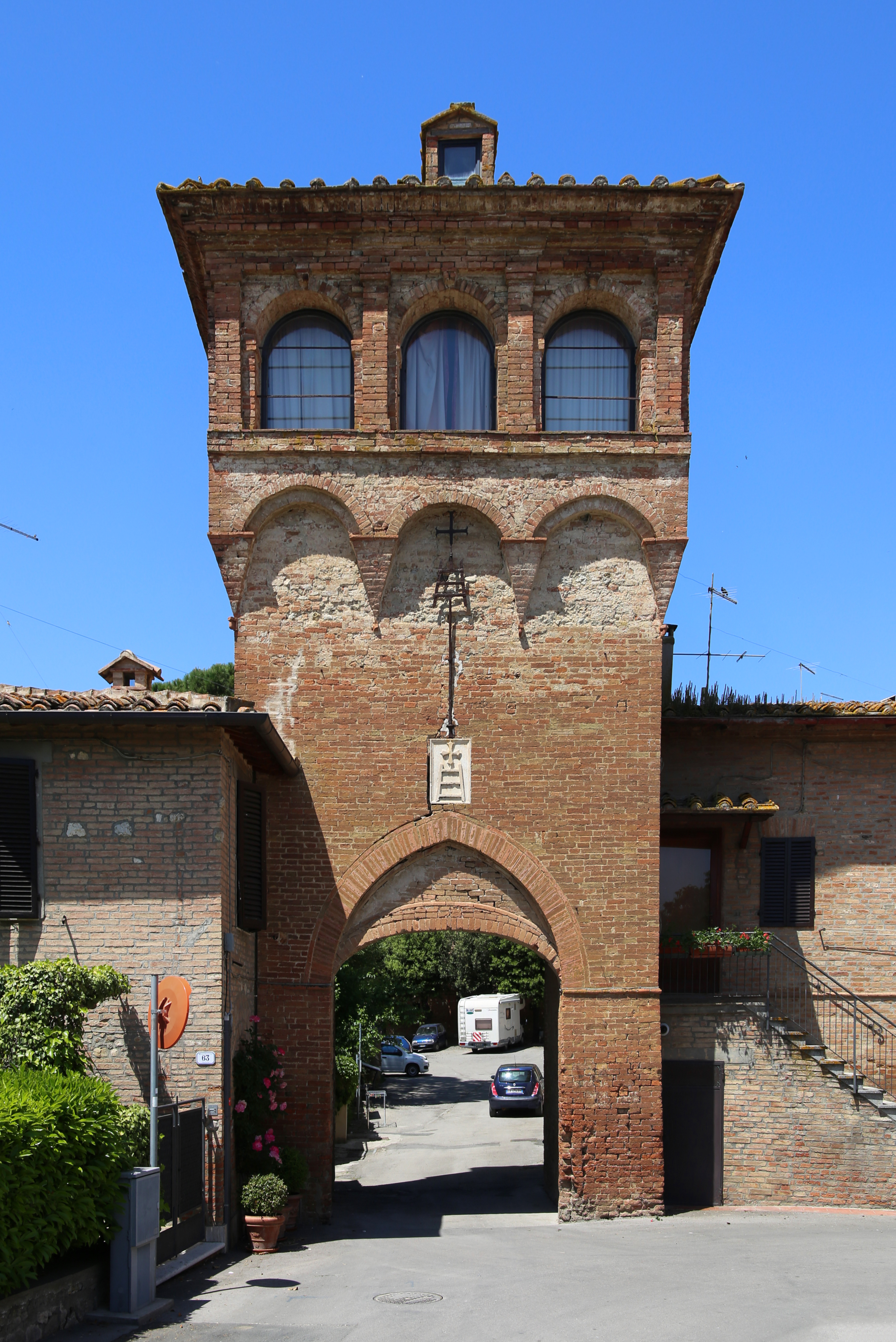
La porta fortificata
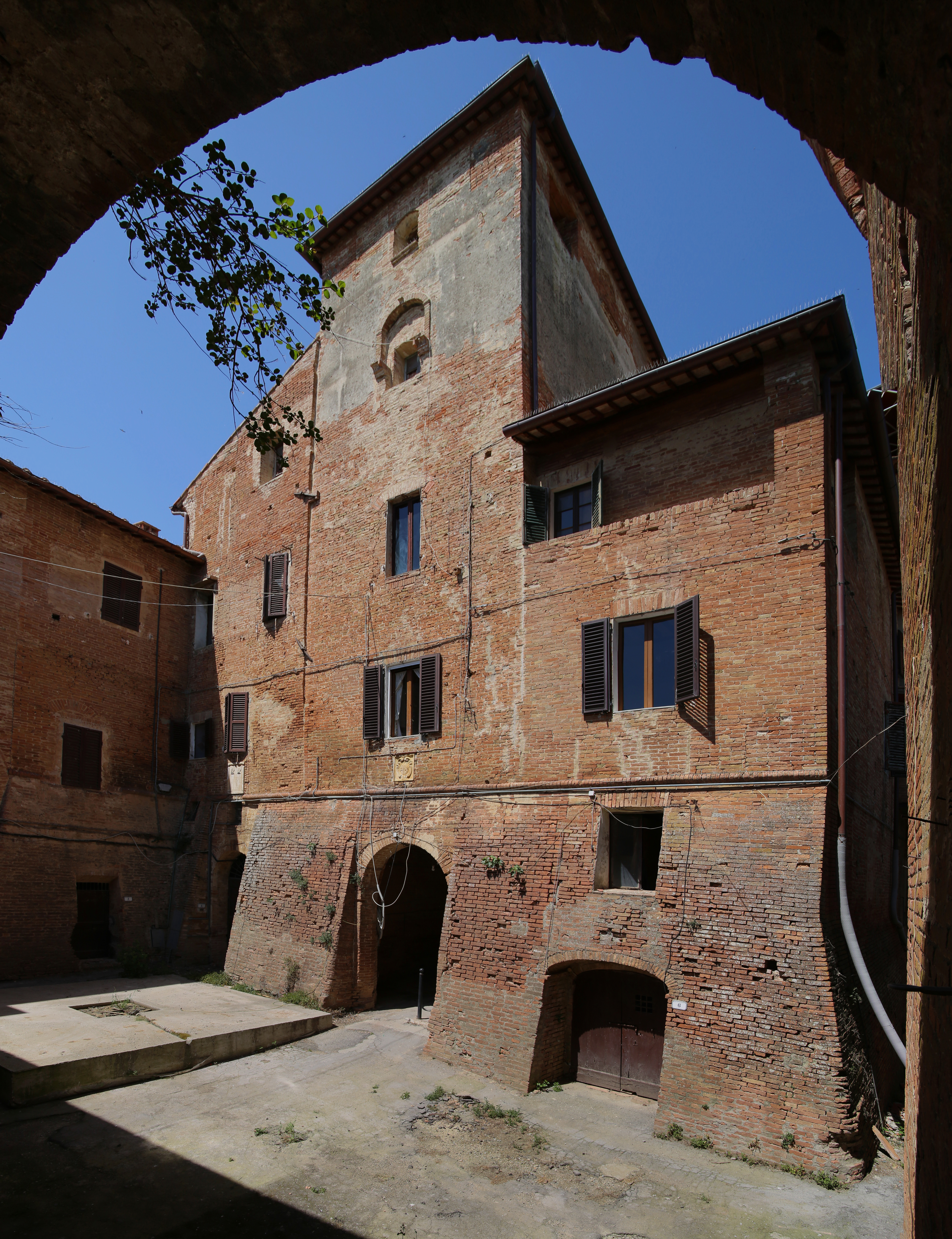
Cortile con la casatorre
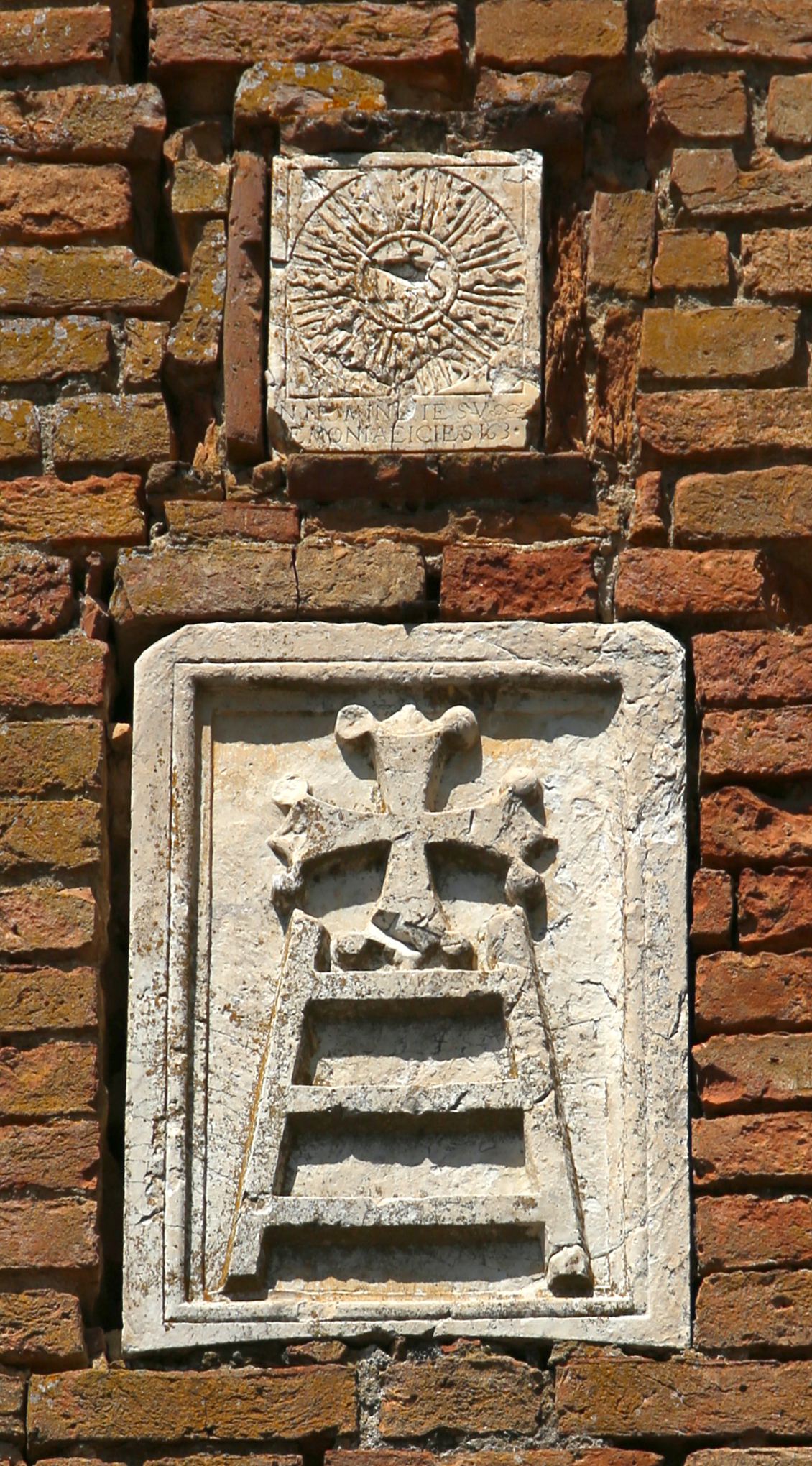
Stemma di Santa Maria della Scala
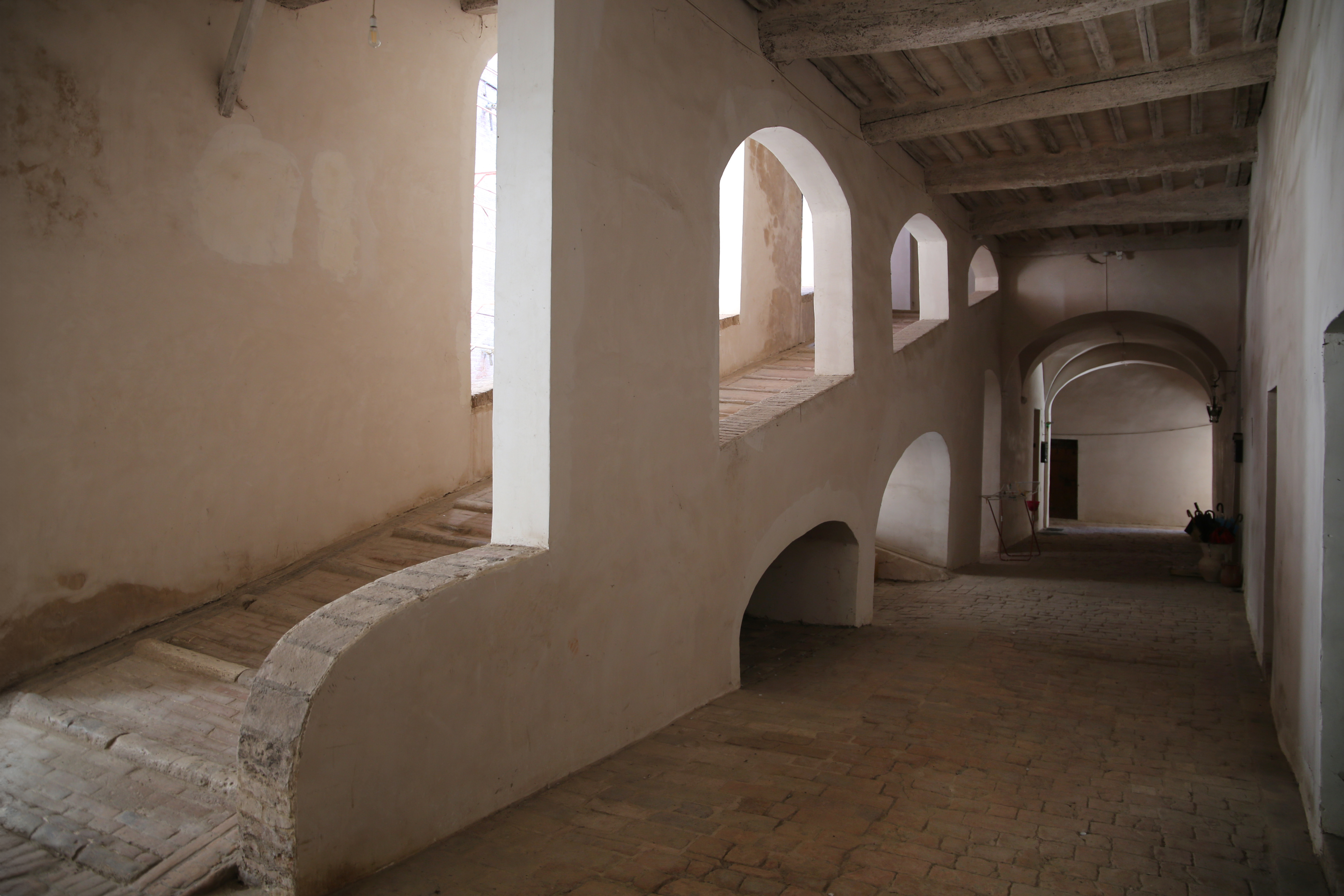
Rampa interna